# 北向地蔵 (横浜市)
北向地蔵（きたむきじぞう）は、神奈川県横浜市保土ケ谷区岩井町405番地2に、北向きに祀られている地蔵菩薩像。

## 概要
三誉伝入が享保2年（1717年）建立。東海道程ヶ谷宿の金沢横町から分岐した金沢・浦賀往還への道標を兼ね「是より左の方かなさわ道」「是より右の方くめう寺道」と刻まれている。平成元年（1989年）12月25日、横浜市地域有形民俗文化財に指定。

## 伝承
（伝承の節の主要な出典）
道に迷って途方に暮れている旅の僧を、老僧が現れて程ヶ谷宿の見光寺に案内し宿泊させた。夢に地蔵様が現れて、道に迷っている僧がいるので救いに行くようにとのお告げがあり駆けつけた見光寺の住職だった。
泊めてもらった僧は、お礼に私財で自分のように迷うものが出ないように江戸の方（北）を向いたお地蔵様を建立した。何かの理由でお地蔵様の向きを変えても、いつの間にか北向きに戻っていると言うので「北向地蔵」と呼称するようになった。